# Homeworld 3
Homeworld 3 är ett datorspel i Homeworld-serien. Spelet släpptes 13 maj 2024 efter att tidigare haft Q1 2023 som utgivningsperiod. Spelet är utvecklat av det kanadensiska företaget Blackbird Interactive och utgivet av Gearbox Software.